# زينب مراد
زينب مراد (بالتركية: Zeynep Murat)‏ هي لاعبة تايكوندو تركية، ولدت في 15 سبتمبر 1983 في قيصرية في تركيا.

## وصلات خارجية
- زينب مراد على موقع TaekwondoData.com (الإنجليزية)